# Струсов
Струсов (укр. Струсів) — село в Микулинецкой поселковой общине Тернопольском районе Тернопольской области Украины. Расположено на берегу реки Серет.
До 2020 года входило в Теребовлянский район.
Население по переписи 2001 года составляло 1501 человек. Почтовый индекс — 48127. Телефонный код — 3551.